# Boščinovići
Boščinovići (en serbe cyrillique : Бошчиновићи) est un village du nord du Monténégro, dans la municipalité de Pljevlja.

## Démographie

### Évolution historique de la population
| 1948 | 1953 | 1961 | 1971 | 1981 | 1991 | 2003 |
| ---- | ---- | ---- | ---- | ---- | ---- | ---- |
| 160  | 152  | 153  | 127  | 122  | 112  | 74   |